# Echinacea (animal)
Echinacea Claus, 1876 é uma superordem de ouriços-do-mar, pertencente à subclasse Euechinoidea, caracterizada pela presença de uma testa (concha) rígida com dez placas bucais em torno da abertura oral e de espinhos sólidos. Ao contrário da maioria dos ouriços-do-mar, as espécies que integram este táxon possuem guelras. O grupo apresenta grande diversidade e uma distribuição natural muito alargada, estando presente em todos os oceanos.

## Taxonomia
A superordem Echinacea integra as seguintes ordens:
- Ordem Arbacioida
- Ordem Camarodonta
- Ordem Echinoida
- Ordem Phymosomatoida
- Ordem Salenioida
- Ordem Temnopleuroida

Uma recente análise filogenética baseada nas características morfológicas do exoesqueleto de espécies extante e fósseis redefiniu a taxonomia deste agrupamento taxonómico, o qual passou a incluir os seguintes taxa:
- Ordem Arbacioida Gregory, 1900
  - Família Acropeltidae Lambert & Thiéry, 1914 †
  - Família Arbaciidae Gray, 1855
  - Família Glypticidae Lambert & Thiéry, 1914 †
  - incertae sedis
    - Género Gymnodiadema de Loriol, 1884 †
    - Género Dubarechinus Lambert, 1937 †
- Ordem Camarodonta Jackson, 1912 (sin.: Echinoida)
  - Infraordem Echinidea Kroh & Smith, 2010
    - Família Echinidae Gray, 1825
    - Família Parechinidae Mortensen, 1903
    - Superfamília Odontophora Kroh & Smith, 2010
      - Família Echinometridae Gray, 1855
      - Família Strongylocentrotidae Gregory, 1900
      - Família Toxopneustidae Troschel, 1872

  - Infraordem Temnopleuridea Kroh & Smith, 2010
    - Família Glyphocyphidae Duncan, 1889 †
    - Família Temnopleuridae A. Agassiz, 1872
    - Família Trigonocidaridae Mortensen, 1903
    - Família Zeuglopleuridae Lewis, 1986 †

  - incertae sedis
    - Género Aeolopneustes Duncan & Sladen, 1882 †
    - Género Porosoma Cotteau, 1856 †
    - Família Parasaleniidae Mortensen, 1903
    - Família Triplacidiidae † (nome provisório)
- Ordem Stomopneustoida 
  - Família Glyptocidaridae Jensen, 1982
  - Família Stomechinidae Pomel, 1883 †
  - Família Stomopneustidae Mortensen, 1903
- incertae sedis
  - Família Glyphopneustidae Smith & Wright, 1993 †
  - Família Pedinopsidae † (nome provisório)

### Galeria

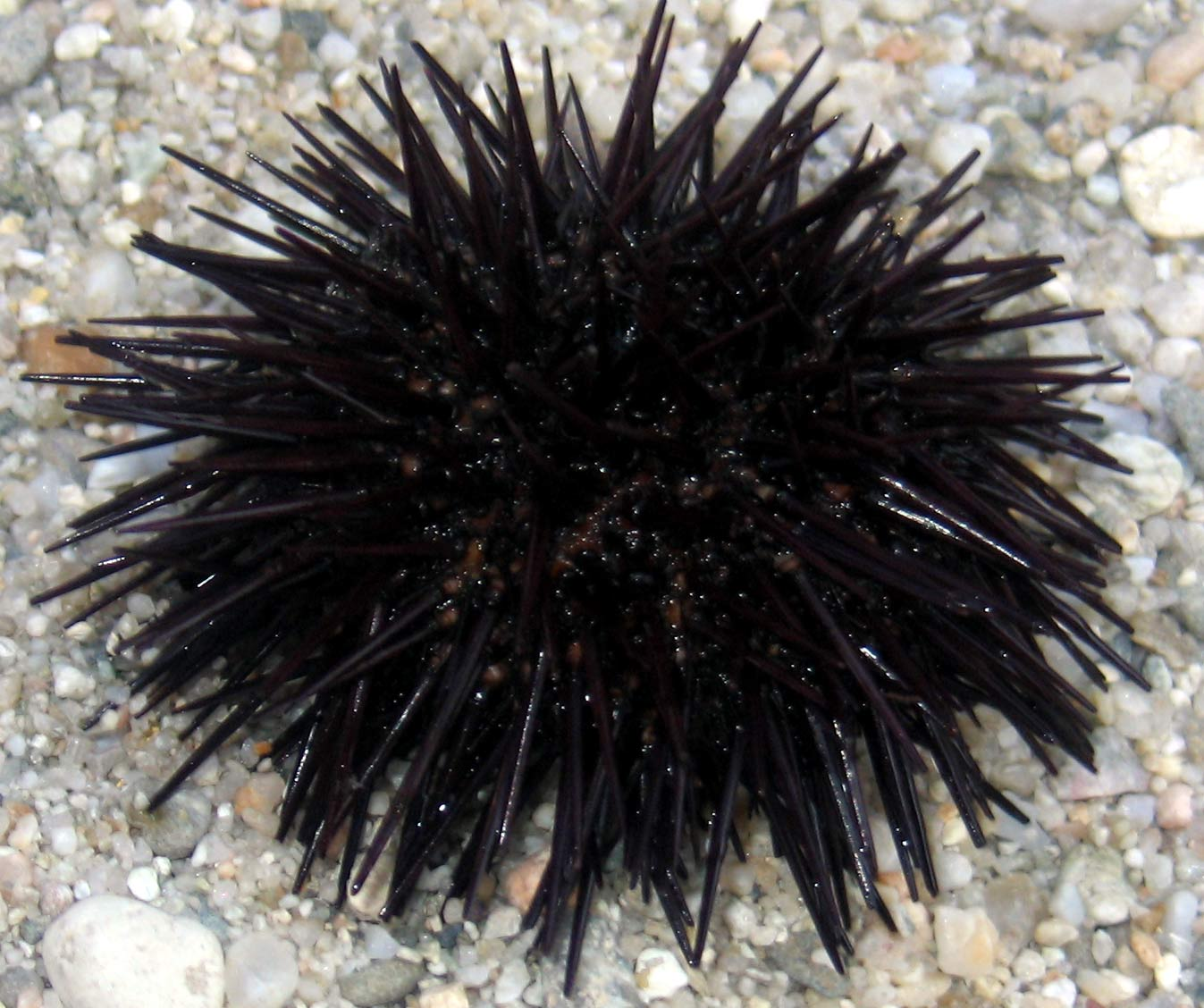
Arbacia lixula (Arbaciidae)
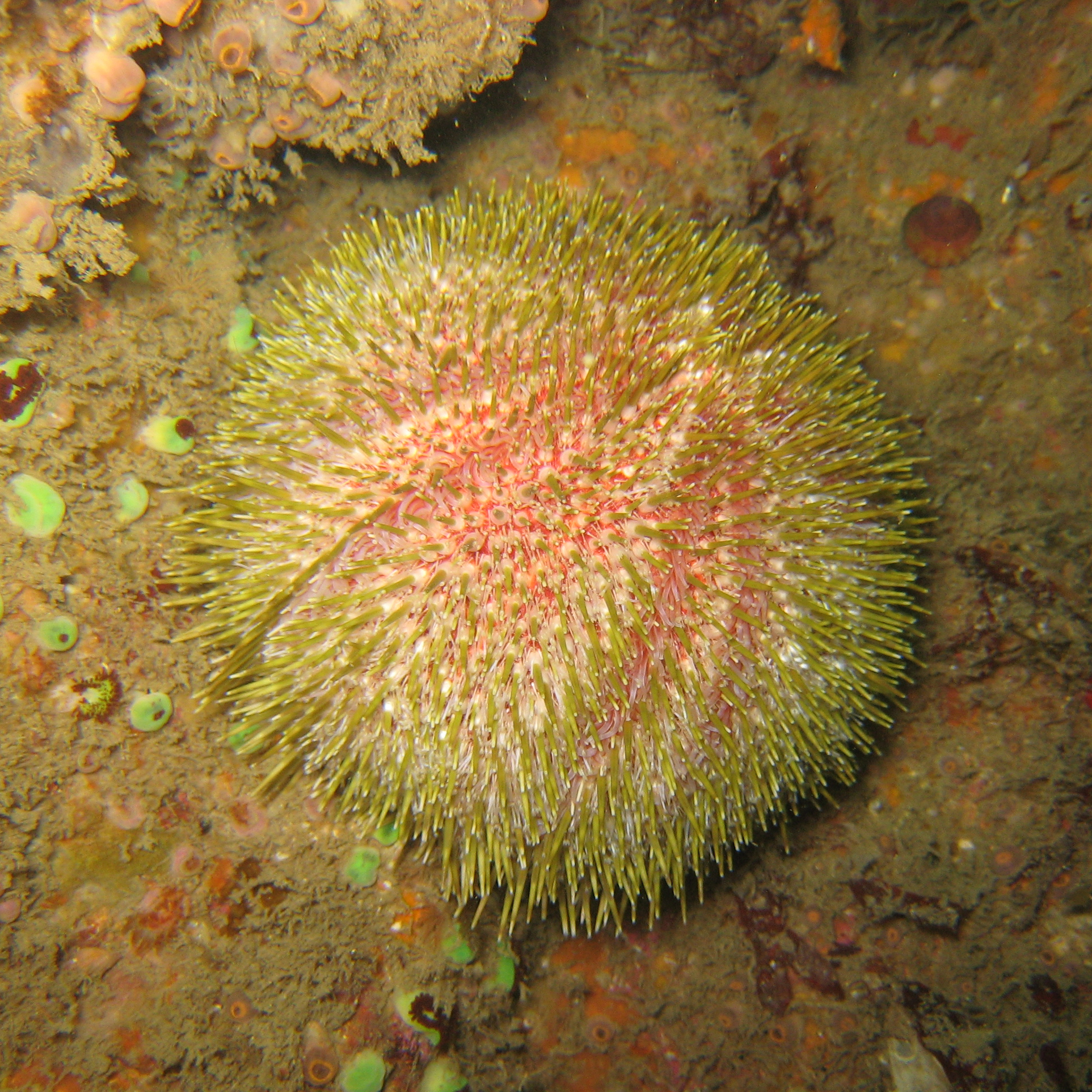
Echinus esculentus (Echinidae)
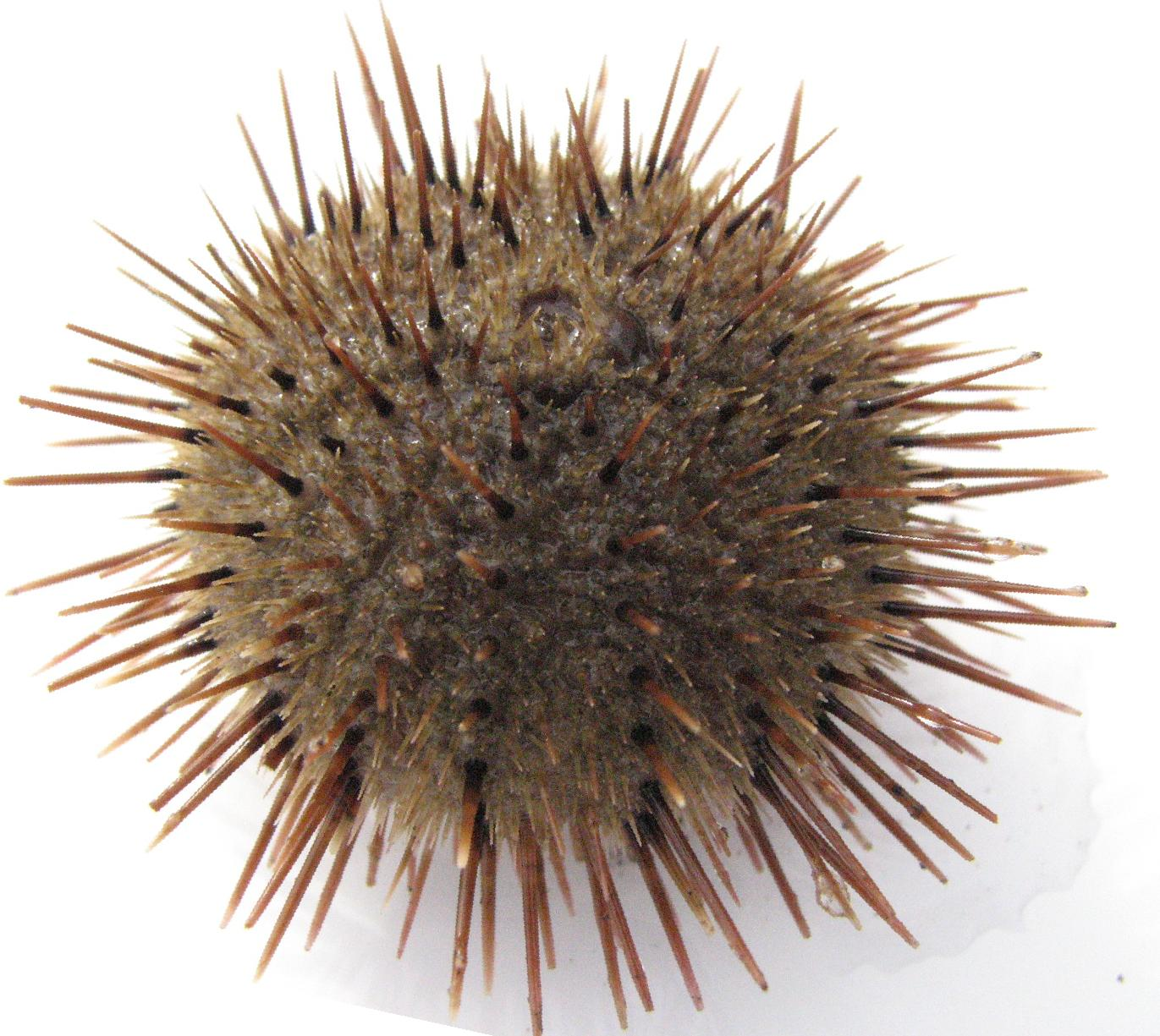
Glyptocidaris crenularis (Glyptocidaridae)
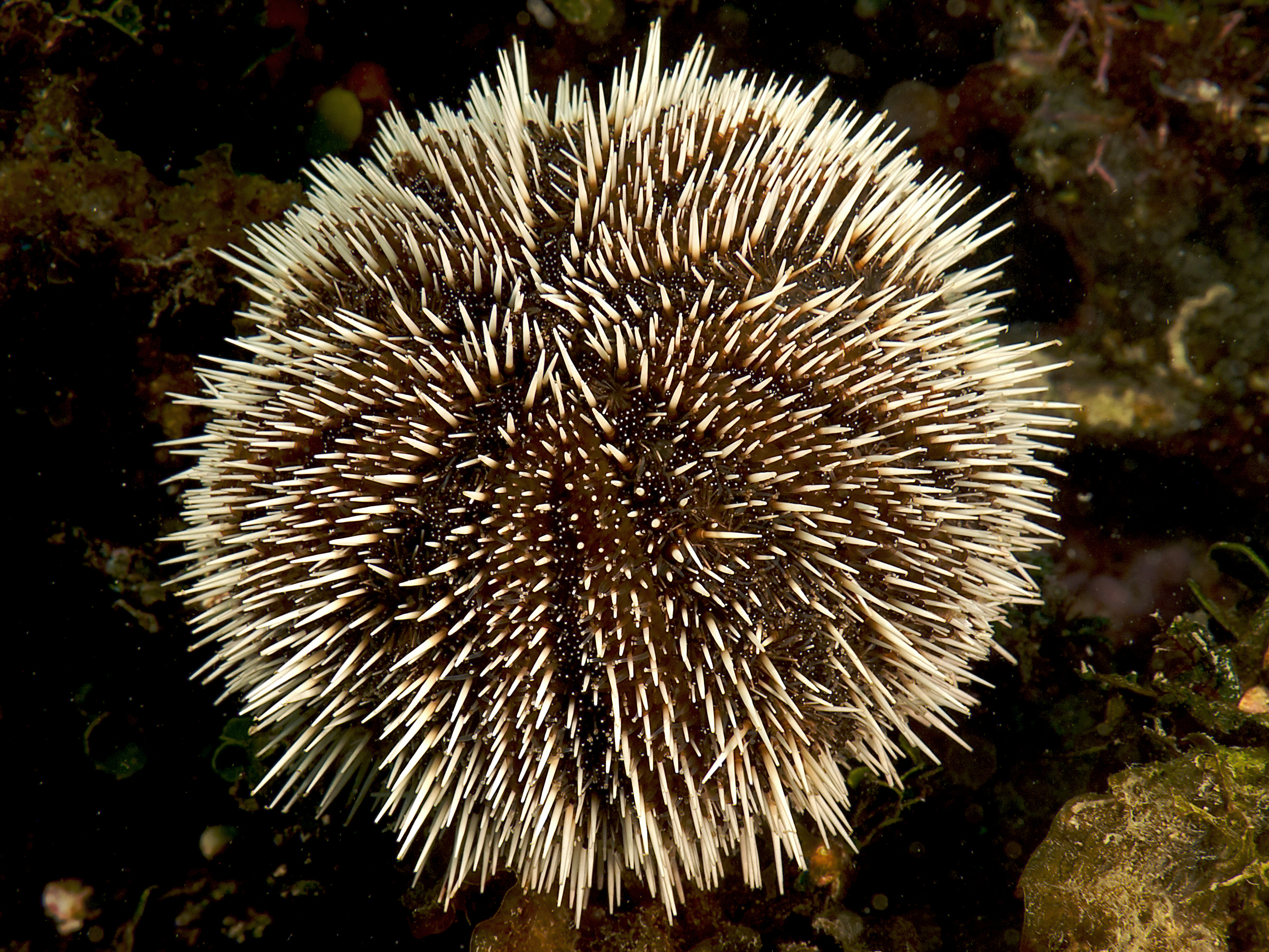
Tripneustes ventricosus ( Toxopneustidae)
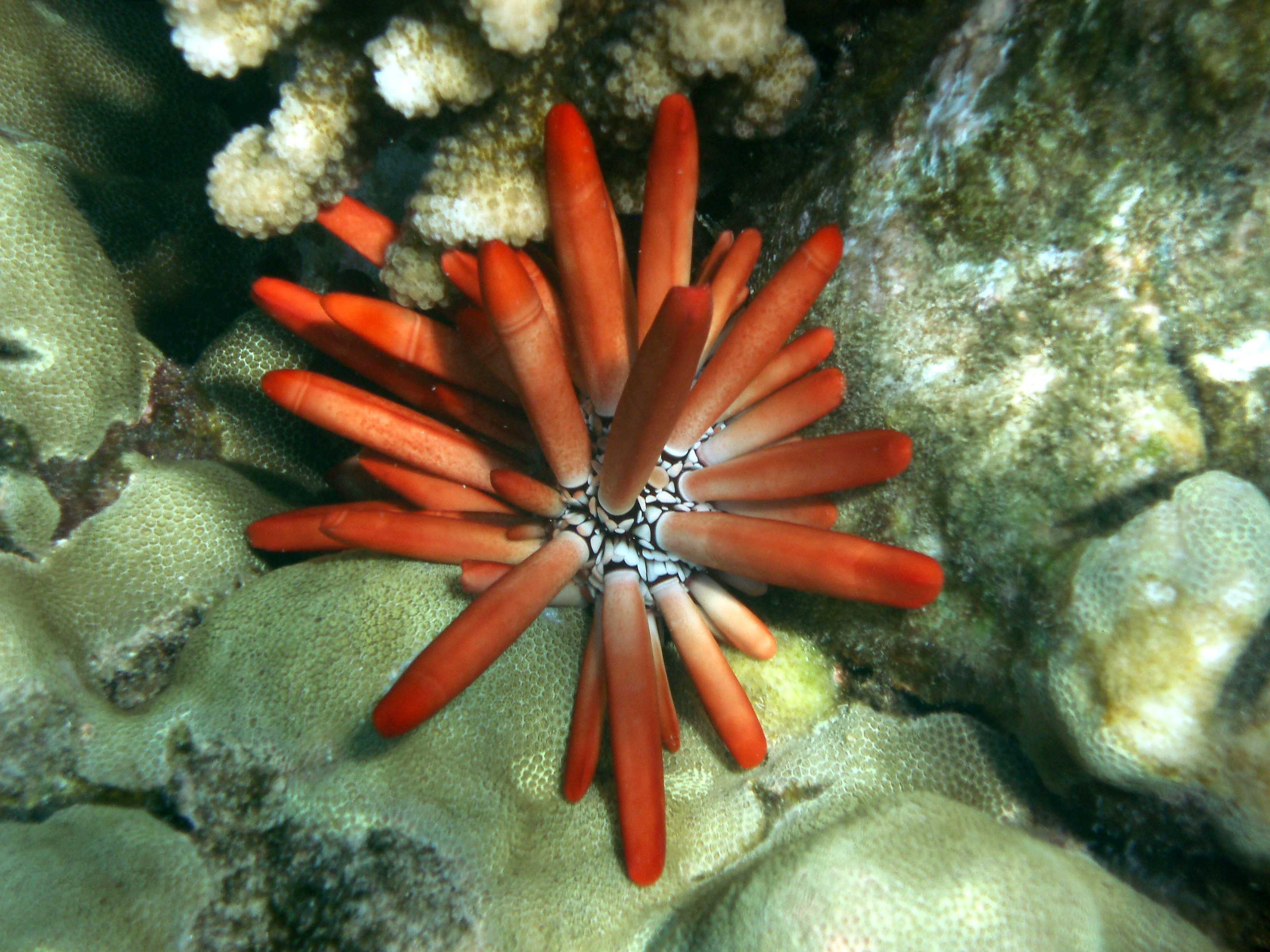
Heterocentrotus mammillatus (Echinometridae)
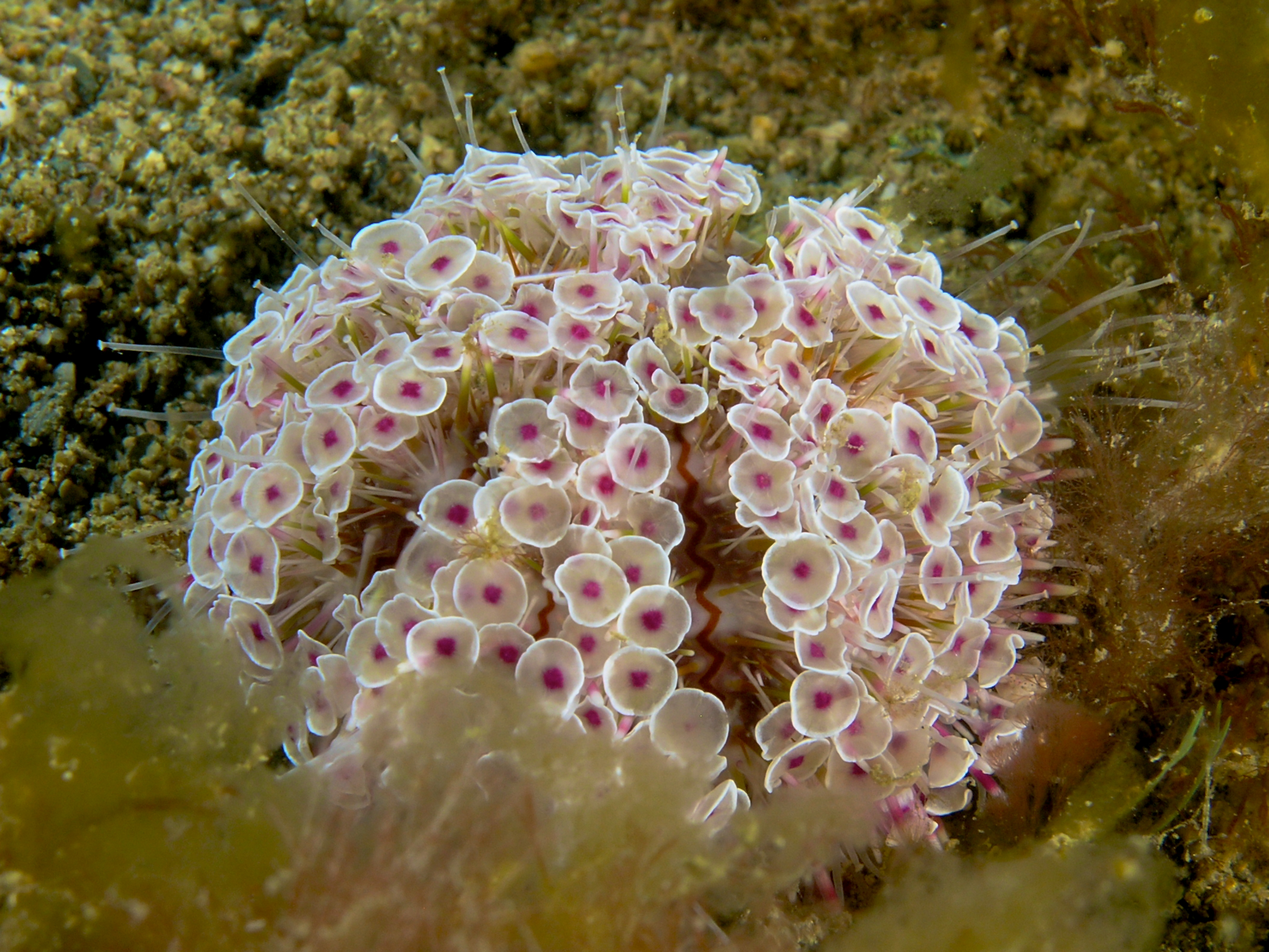
Toxopneustes pileolus (Toxopneustidae)
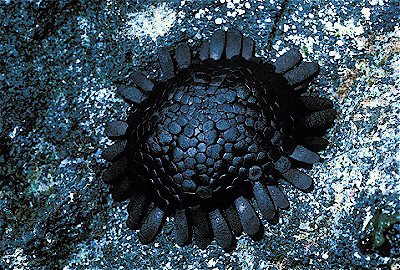
Colobocentrotus atratus (Echinometridae)